# Gendengarjaa Baigalimaa
Gendengarjaa Baigalimaa (Mongolia, siglo XX) es una oncóloga mongola, directora ejecutiva (CEO) de la sociedad de oncología y ginecología de Mongolia.

## Biografía
Se formó en Medicina en la Universidad de Medicina de Misk, Bielorrusia. También estudió un máster en Ciencias de la Salud en la Universidad de Medicina de Mongolia. Especializada en factores de riesgo del  cáncer cervical.

### Trayectoria profesional
Durante los años 2013 y 2014 formó parte del Centro de Investigación Asia-Pacífico Walter H. Shorenstein, en Stanford (California), como parte del programa de política de salud de Asia. Posteriormente, se unió a ese centro de investigación, desde el centro nacional de cáncer de Mongolia, donde trabajó como ginecóloga oncóloga, en uno de los hospitales, en Ulán Bator, la capital de Mongolia. Durante su nombramiento como colaboradora en políticas, llevó a cabo un estudio comparativo de cómo el conocimiento de los factores de riesgo de cuello uterino influyó en los cambios de comportamiento en Mongolia,  especialmente, después de la introducción del programa  ginecológico de cáncer cervical.
Es directora ejecutiva de la sociedad de ginecología y oncología de Mongolia y miembro de la sociedad internacional de oncología en Mongolia, Rusia y Francia.